# Kościół św. Dominika w Płocku
Kościół pod wezwaniem św. Dominika w Płocku – jeden z najstarszych kościołów zakonu dominikanów w Polsce - konsekrowany pomiędzy 1234-1237. Jest to także najstarszy ceglany kościół na Mazowszu. Znajduje się przy ulicy Tadeusza Kościuszki 16.

## Historia
Historia świątyni zaczyna się w 1225 roku, kiedy do Płocka przybyli dominikanie. Książę Konrad Mazowiecki ufundował dla nich w 1229 wczesnogotycki kościół pod pierwotnym wezwaniem św. Dominika, który po wybudowaniu został konsekrowany między latami 1234-1237 przez biskupa Guntera. Pierwsza wzmianka o kościele pochodzi z 1237 r., w której biskup Piotr wyznacza granicę obszaru przekazanego płockim "gościom", a kolejne z lat 1239 odnośnie zabójstwa Jana Czapli i z 1253 w związku z odpustem kardynała Hugona odnośnie budowy murowanego klasztoru.  Z okresu budowy kościoła w połowie XIII wieku zachował się trójlistnie zamknięty portal murowany z bloków ceramicznych podobnych do użytych w kościele dominikanów pw. św. Jakuba w Sandomierzu. Portale wejściowe znajdowały się od północy i od zachodu. Po ukończeniu kościoła zbudowano klasztor i dzwonnicę. W XV wieku pożar zniszczył wszystkie budynki. Na początku XVI wieku do Płocka przybyły dominikanki, które mieszkały razem z ojcami dominikanami. Pomiędzy latami 1573-1590 kościół i klasztor zastały przebudowane i wtedy też dobudowano arkadową fasadę z widokiem na katedrę, a także zbudowano kaplicę ufundowaną prawdopodobnie przez Zofię ze Szczawińskich Rawską. W XVI wieku do ściany południowej i zachodniej dobudowano krużganki. W 1715 roku zbudowano na dachu sygnaturkę. W XVIII wieku powstał dla dominikanek własny dom zakonny zbudowany z inicjatywy biskupa Michała Poniatowskiego. W 1. połowie XVIII w., wnętrze kościoła otrzymało wystrój późnobarokowy. 
W 1804 r. Prusacy usunęli zakonników, oddając świątynię parafii ewangelickiej, a klasztor wykorzystując jako archiwum i szkołę. Pomiędzy latami 1803-1805 nadbudowano mury i wykuto nowe wejście do kościoła oraz okna. W 1939 roku okupanci niemieccy odebrali kościół dotychczasowej parafii ewangelickiej i przekazali parafii ewangelicko-luterańskiej. W 1945 roku kościół przywrócono kościołowi rzymsko-katolickiemu. W 1963 roku pokryto dach kościoła dachówką holenderką. W 1964 r. powstał samodzielny ośrodek duszpasterski, katolicy odzyskali kościół, plebanię i dzwonnicę. 18 października 1975 r. biskup płocki Bogdan Sikorski erygował parafię pw. św. Maksymiliana Kolbego. Budynek klasztoru został przeznaczony na siedzibę płockiej parafii prawosławnej pw. Przemienienia Pańskiego.
Od 2019 świątynia znajduje się pod opieką Zgromadzenia Misjonarzy Klaretynów.

## Architektura
Do nawy przylegało prostokątne prezbiterium dla zakonników, które przykrywał drewniany strop. Sklepiona była tylko zakrystia, którą przykrywają zachowane do dzisiaj dwa sklepienia krzyżowo-żebrowe z XIII wieku. Do kościoła przylegały trzy skrzydła klasztoru otaczające czworokątny wirydarz. 

## Wyposażenie
We wnętrzu świątyni znajdują się m.in. 
- namalowane w 1911 roku przez Jana Betleya stacje drogi krzyżowej,
- 4 drewniane konfesjonały,
- późnobarokowa ambona z wizerunkami symboli Ewangelistów,
- rokokowy ołtarz główny z krucyfiksem z XVIII wieku.
- marmurowa chrzcielnica wykonana w stylu barokowym w 1. poł. XVIII wieku.

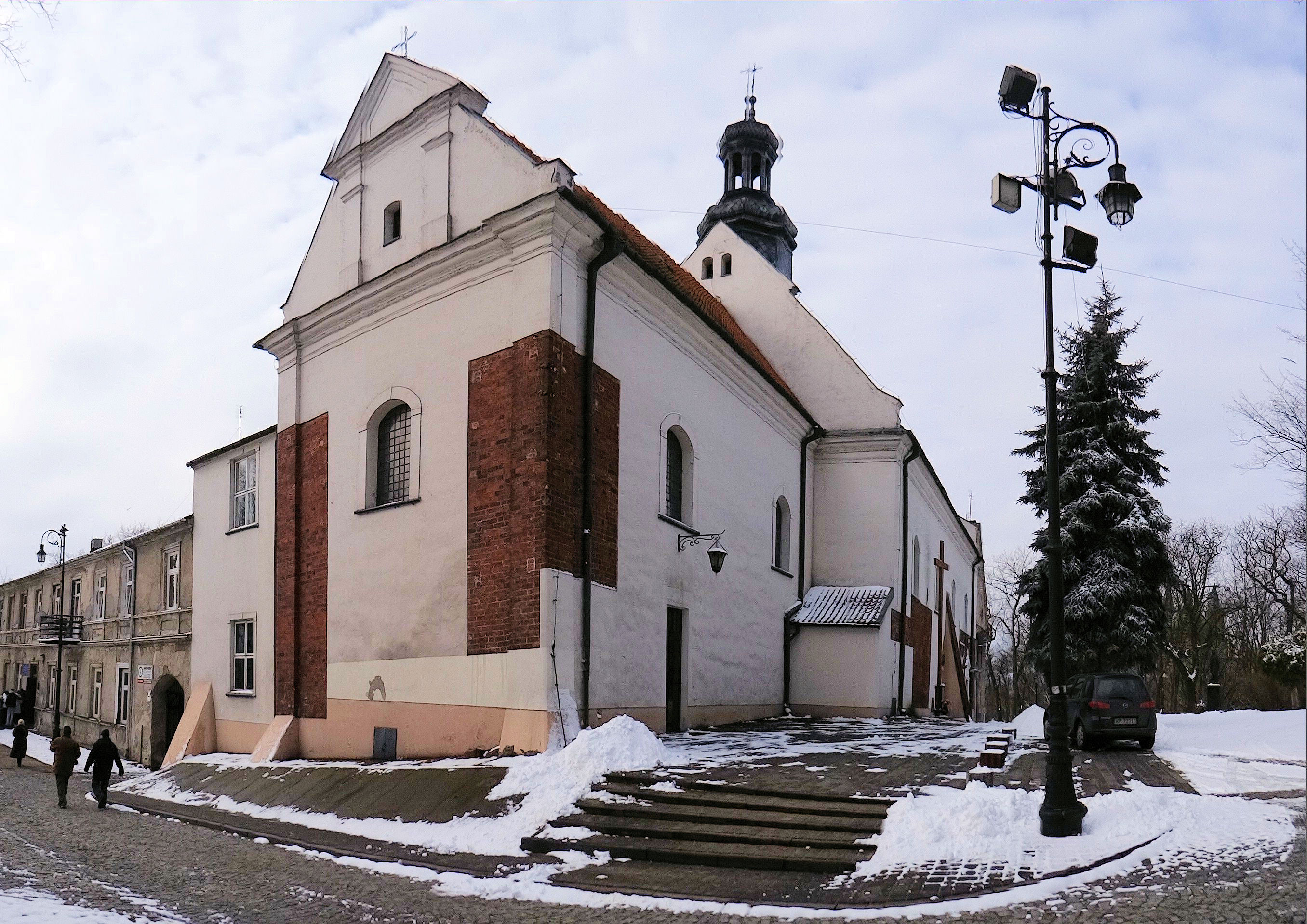
Kościół Dominikanów w Płocku
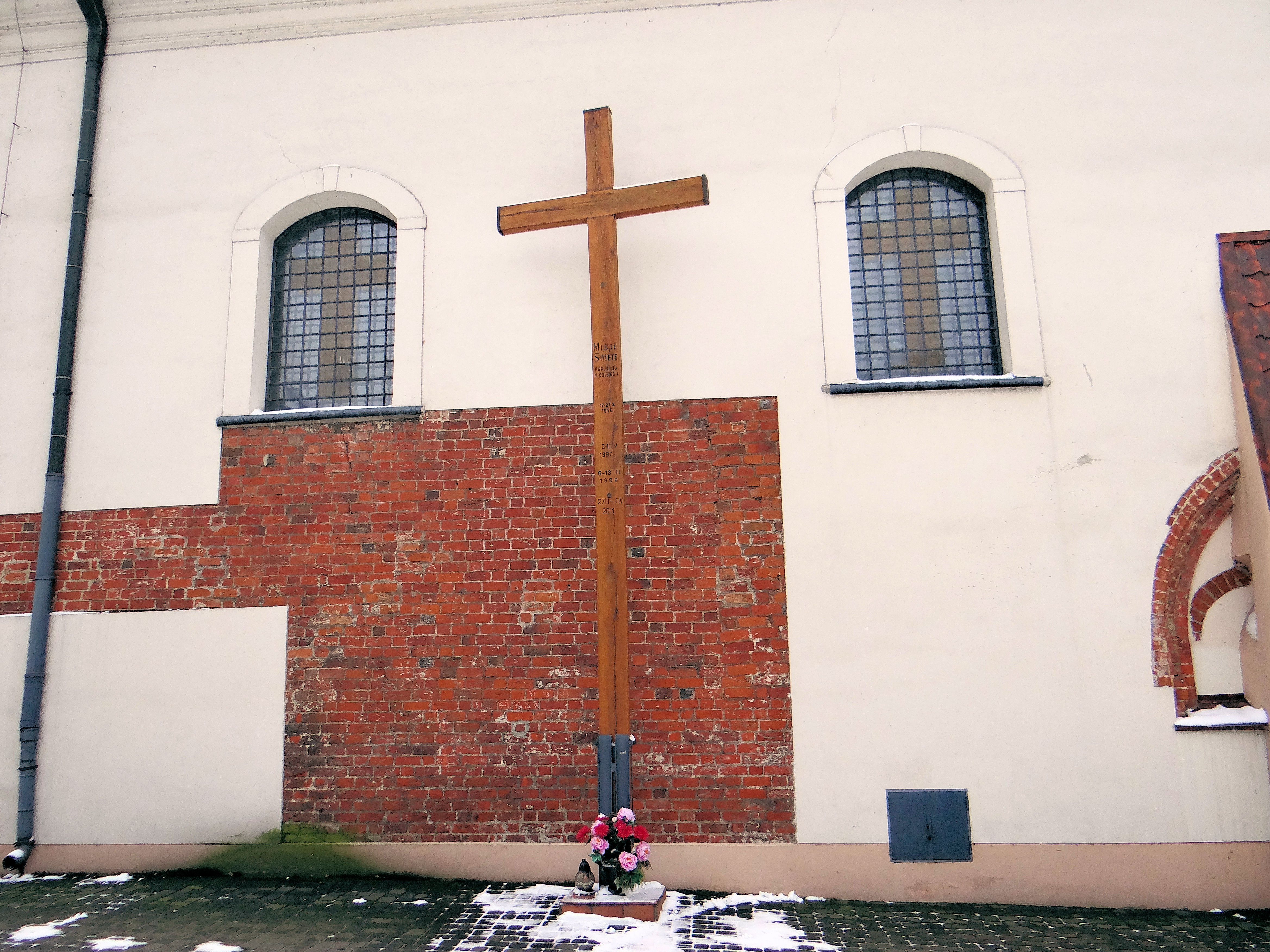
Fragmentu muru gotyckiego w wątku wendyjskim
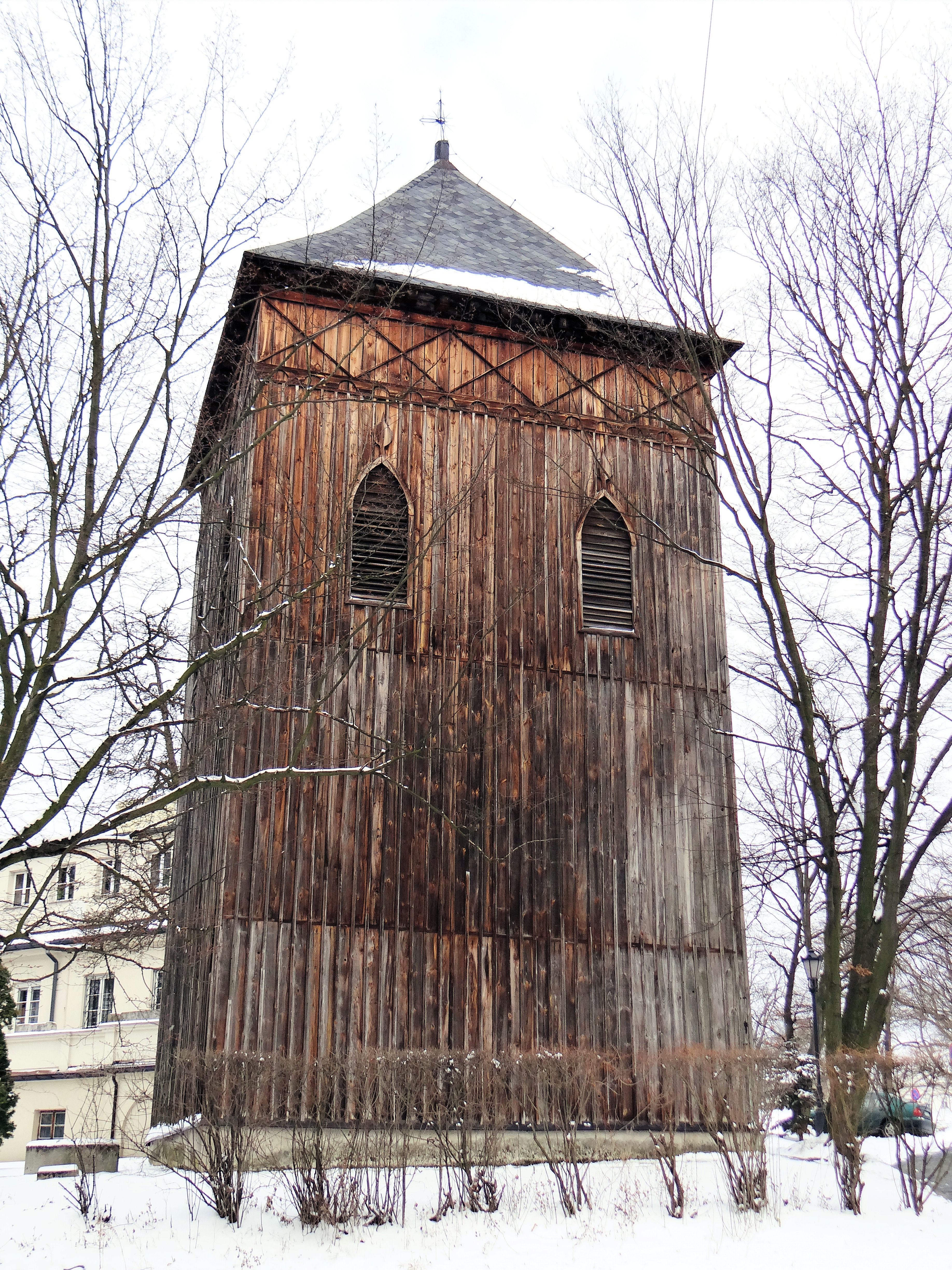
Dzwonnica
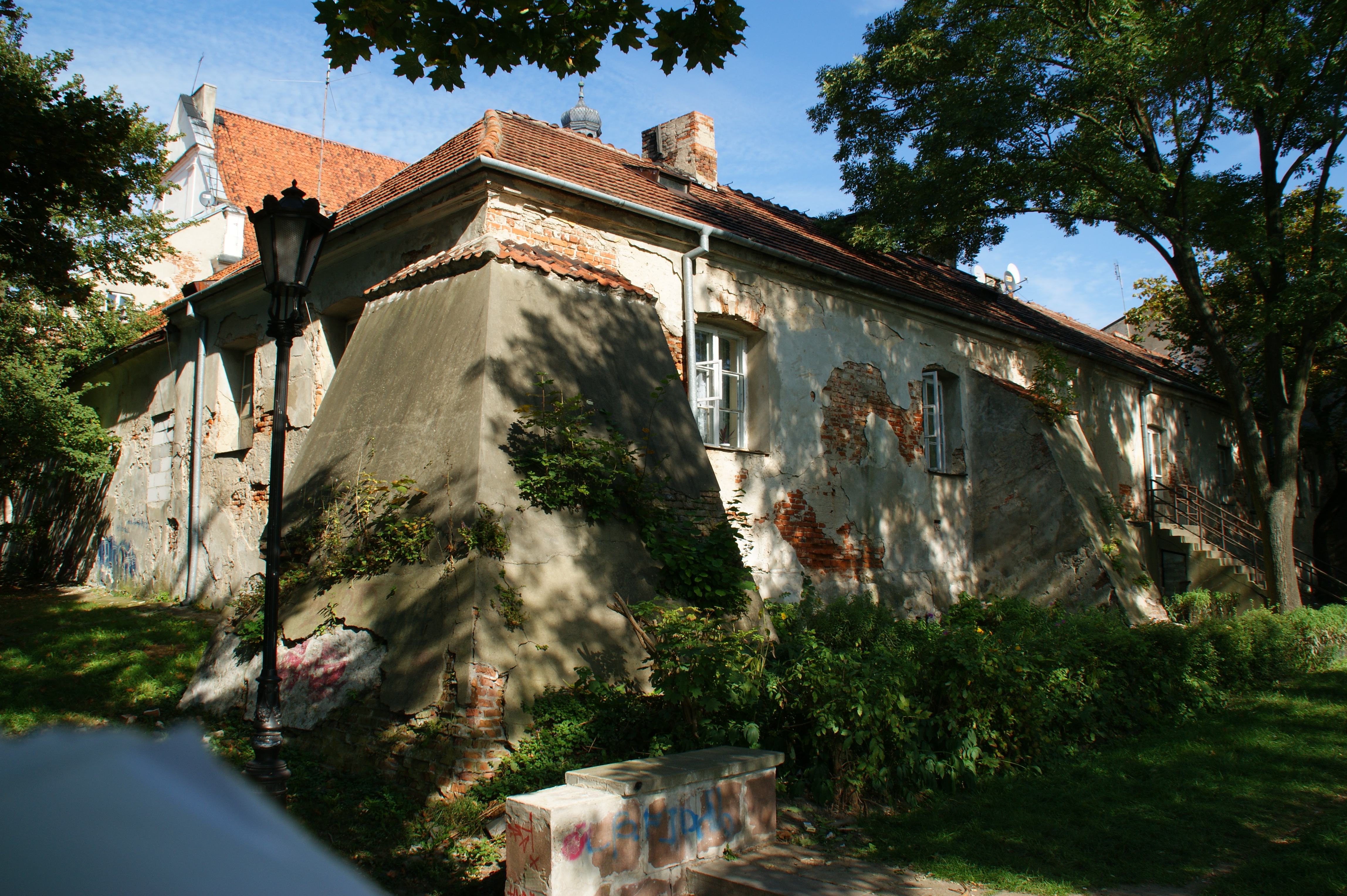
Klasztor